# Gornji Kot
Gornji Kot (Duits: Oberwinkel in der Unterkrain) is een plaats in Slovenië en maakt deel uit van de gemeente Žužemberk in de NUTS-3-regio Jugovzhodna Slovenija. De plaats telde 56 inwoners op 1 januari 2020.